# Nooralotta Neziri
Nooralotta Maria Neziri (* 9. November 1992 in Turku) ist eine finnische Leichtathletin, die sich auf den 100-Meter-Hürdenlauf spezialisiert hat.

## Sportliche Laufbahn
2009 nahm Nooralotta Neziri an den Jugendweltmeisterschaften in Brixen teil und belegte dort im Finale den fünften Platz, wie auch bei den Juniorenweltmeisterschaften im darauf folgenden Jahr in Moncton. 2011 gewann sie die Goldmedaille bei den Leichtathletik-Junioreneuropameisterschaften 2011. 2012 nahm sie an den Europameisterschaften in Helsinki teil, schied dort aber bereits in der Vorrunde aus. Über 60 m Hürden belegte sie bei den Halleneuropameisterschaften 2013 in Göteborg den achten Platz. Sie gewann während der Freiluftsaison die Bronzemedaille bei den U23-Europameisterschaften und qualifizierte sich für die Weltmeisterschaften in Moskau, bei denen sie mit neuem finnischen rRekord von 13,04 s im Halbfinale ausschied. 2014 scheiterte sie bereits in der Vorrunde der Hallenweltmeisterschaften im polnischen Sopot. Auch bei den Europameisterschaften in Zürich schied sie in der ersten Runde aus. Zudem war sie auch Teil der finnischen 4-mal-100-Meter-Staffel, mit der sie aber auch in der Vorrunde ausschied. 2015 belegte sie bei den Halleneuropameisterschaften in Prag im Finale den sechsten Platz. Bei den Weltmeisterschaften 2015 in Peking gelangte sie mit neuer Bestleistung bis in das Semifinale. 2016 kam sie bei den Europameisterschaften in Amsterdam bis ins Halbfinale, wie auch bei den Olympischen Spielen in Rio de Janeiro wenige Wochen später und schied dort mit 13,05 s und 13,04 s aus.
Nach einer durchwachsenen Saison 2017 qualifizierte sich Neziri 2018 für die Hallenweltmeisterschaften in Birmingham und schied dort mit 8,20 s im Halbfinale aus. Im Sommer erhielt sie bei den Europameisterschaften in Berlin ein Freilos für die erste Runde und schied dann mit 12,94 s im Halbfinale aus. Im Jahr darauf belegte sie bei den Halleneuropameisterschaften in Glasgow in 8,09 s den sechsten Platz und erreichte im Spätsommer bei den Weltmeisterschaften in Doha das Halbfinale, in dem sie mit 12,89 s ausschied. 2021 verbesserte sie den finnischen Hallenrekord über 60 m Hürden in Karlsruhe auf ,92 s und kurz darauf lief sie in Berlin 7,91 s. Sie war damit eine Medaillenkandidatin für die Halleneuropameisterschaften in Toruń, bei denen sie dann mit 7,93 s aber den vierten Platz belegte.
In den Jahren von 2012 bis 2016 wurde Neziri jedes Jahr finnische Meisterin im 100-Meter-Hürdenlauf sowie 2010, 2012 und von 2014 bis 2020 auch Hallenmeisterin über 60 m Hürden. Neziris Vater ist mazedonisch-albanischer Herkunft.

## Persönliche Bestzeiten
- 100 m Hürden: 12,81 s, 25. Juni 2016 in Kuortane
  - 60 m Hürden (Halle): 7,91 s, 5. Februar 2021 in Berlin (finnischer Rekord)
- 200 m Hürden: 26,65 s (−0,9 m/s), 11. Juni 2020 in Oslo (finnischer Rekord)